# Ausztriai szerbek
Az ausztriai szerbek a törökök után Ausztria második legnépesebb bevándorló nemzetisége. Az ausztriai szerbek mint nemzetiség létszámát 250 000 főnyire becsülik, mivel a népszámlálások alkalmával csak az állampolgárságra és az anyanyelvre kérdeznek rá, az etnikai hovatartozásra nem. Ausztriában 2017-ben mintegy 118 ezer fő szerb állampolgár él. A szerb bevándorlók első hulláma a 19. század elején érkezett, a második legjelentősebb bevándorlási hullám az 1960-as és 1970-es években volt, amikor vendégmunkásként érkeztek az országba. Ahogy a többi nyugat-európai országban, úgy Ausztriában is elmondható, hogy a szerb bevándorlás elsősorban az egykori Jugoszlávia Szerbia és Bosznia-Hercegovina államrészeiből történt. Bécsben, Salzburgban és Grazban él jelentős számú szerb nemzetiségű.

## Történelmük
A 16. század folyamán érkeztek az első szerb telepesek a Habsburg Birodalomba és főképp Bécsbe, miután a szerb területek török hódoltság alá kerültek. A 17. és 18. század folyamán Bécsben jelentős szerb értelmiségi és kulturális élet alakult ki. A szerb értelmiségiek egyik jeles képviselője volt Vuk Stefanović Karadžić, aki több mint 50 évet élt Bécsben.
Az 1960-as évektől a növekvő munkaerőhiány miatt Ausztriába is toboroztak vendégmunkásokat, az 1961-es Raab-Olah Egyezmény értelmében 10 ezer szerb vendégmunkás érkezett az országba. 1966-tól a Jugoszláviával létrejött vendégmunkások toborzásáról szóló egyezmény értelmében főképp Bécsbe érkeztek vendégmunkások, akik gyári munkásként dolgoztak. 1971-ben 93.337 jugoszláv állampolgár élt Ausztriában, 1973-ban ez a szám 230 ezer fő volt. A 230 000 főnyi jugoszláv 78,5%-a érkezett Szerbiából. Ebből az időből nincsen adatok a szerbekről, hiszen Szerbia mint jugoszláv tagköztársaság létezett, nem mint külön állam.

## Kultúra

### Vallás
Bécsnek már 1860-ban létezett szerb-ortodox egyház közössége, 1893-ban felavatták Bécs 3. kerületében Landstraßen a Szent Száva Katedrálist. Az ausztriai szerb-ortodox egyház az Ausztria-Svájc egyházmegyéhez tartozik, aminek 4 temploma van Bécsben és emellett minden osztrák tartományi fővárosban vannak templomaik.

## Híres ausztriai szerbek

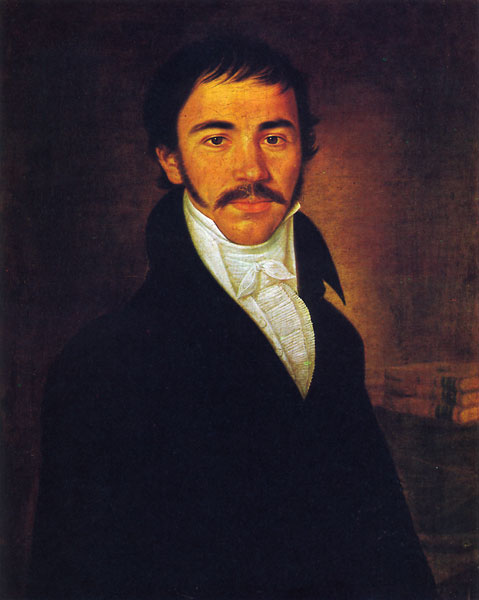
Vuk Stefanović Karadžić
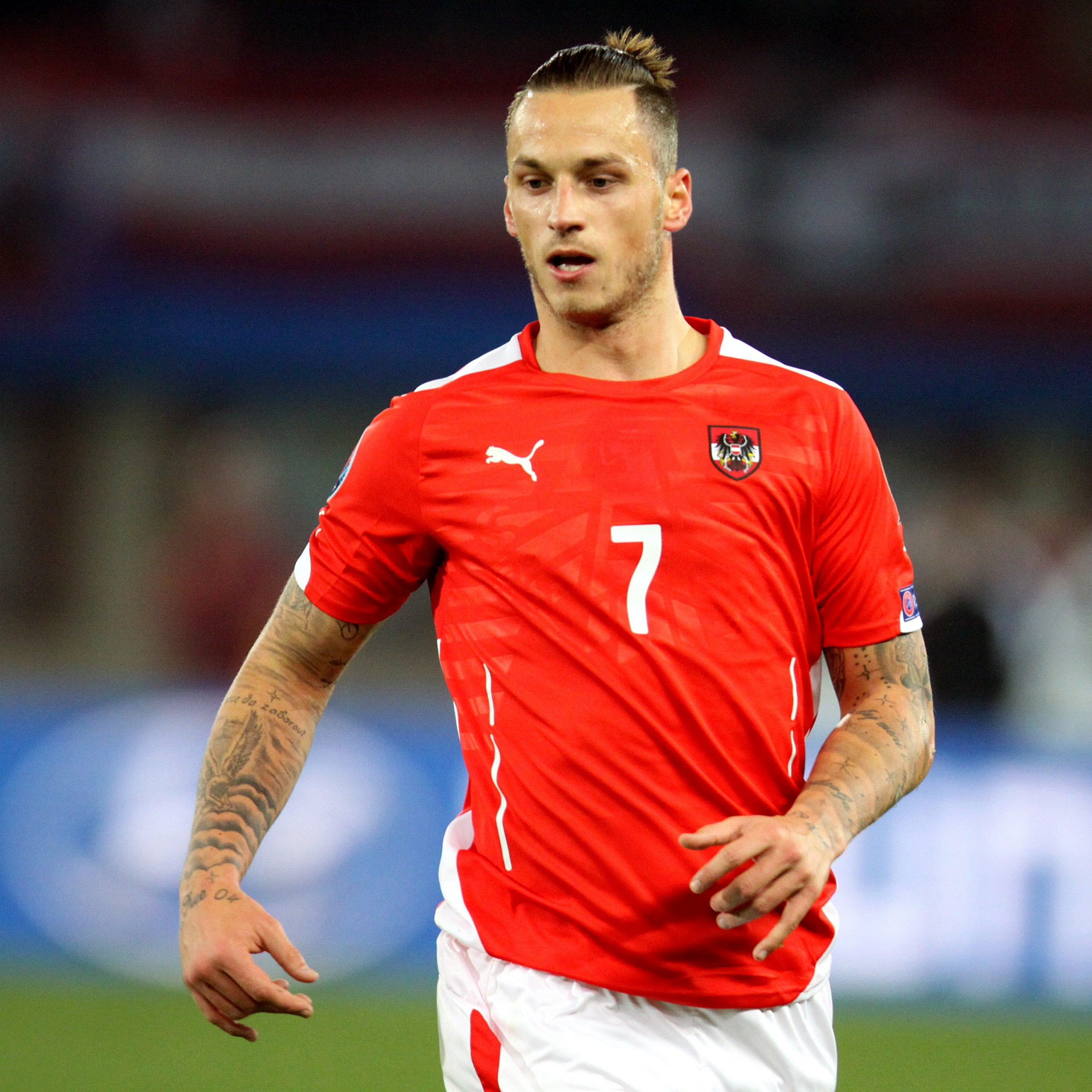
Marko Arnautović
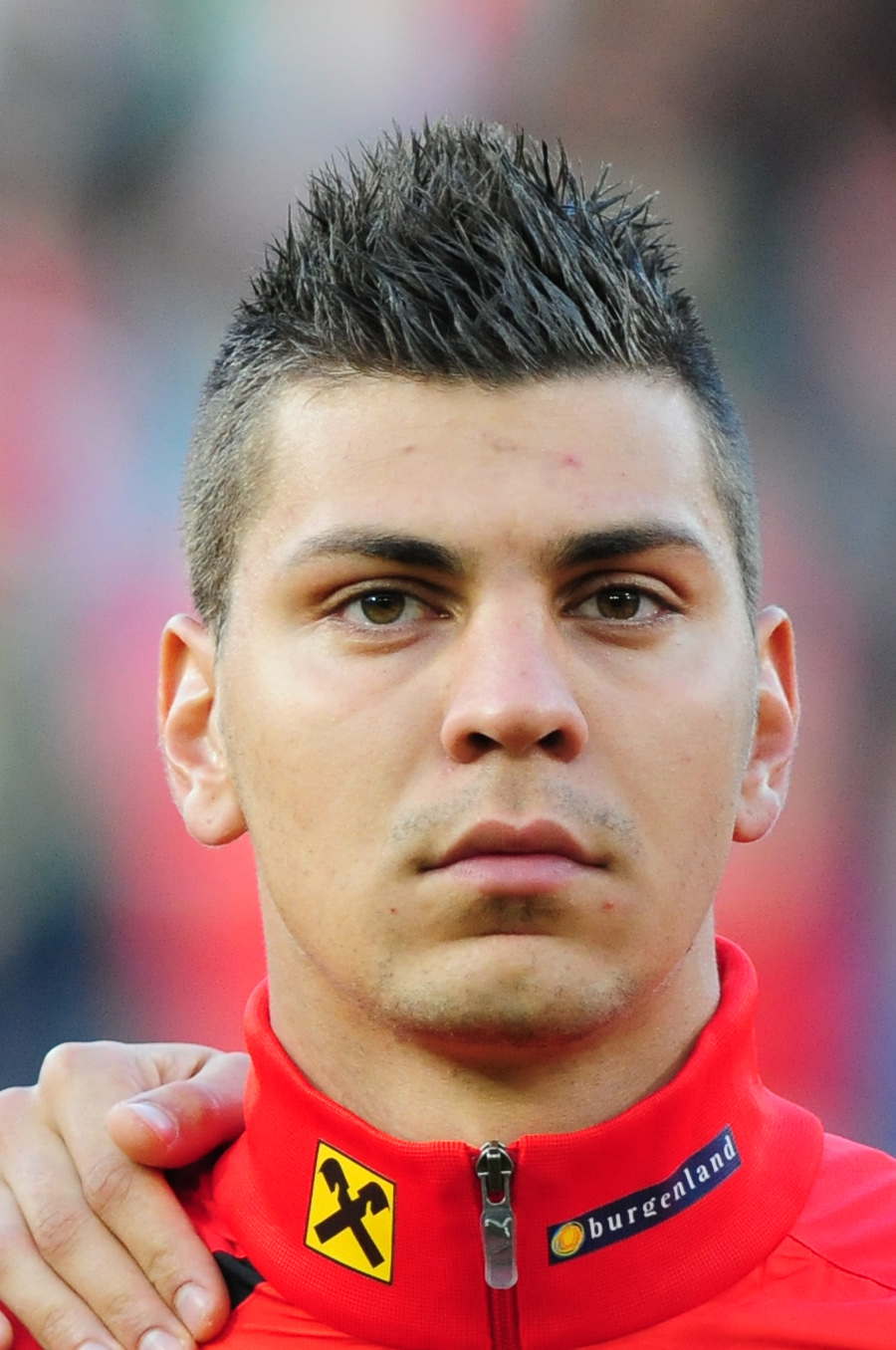
Aleksandar Dragović
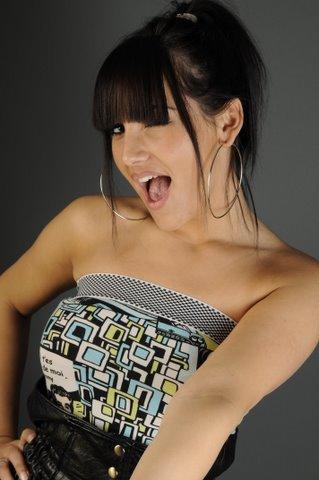
Monika Ivkić

- Vuk Stefanović Karadžić, Szerb nyelv megújítója
- Marko Arnautović, labdarúgó
- Aleksandar Dragović, labdarúgó
- Zlatko Junuzović, boszniai szerb származású labdarúgó
- Pavle Julinac
- Marko Stanković
- Monika Ivkić, énekes
- Dodo Roscic, ORF műsorvezetője, Bogdan Roscic húga
- Bogdan Roscic, újságíró, Ö3 rádió műsorvezetője, Sony Music komolyzenei vállalatának vezetője,  Bécsi Állami Operaház igazgatója[4]
- Paja Jovanović, realista festő